# Majulah Singapura
Majulah Singapura é o hino nacional de Singapura. Composto por Zubir Said em 1958 como um tema musical para funções oficiais da Câmara Municipal de Singapura, a canção foi escolhida em 1959 como o hino da ilha quando ela conseguiu autonomia governamental. Após a independência total em 1965, "Majulah Singapura" foi oficialmente adoptado como hino nacional de Singapura. Por lei o hino só pode ser cantado com a sua letra original em malaio, embora existam traduções autorizadas da letra do hino em três outras línguas oficiais do país: inglês, mandarim e tâmil. 
Originalmente composto na tonalidade de sol maior, em 2001 o hino nacional foi oficialmente relançado em fá maior, para permitir um "maior e mais inspirador arranjo". 
O hino nacional é tocado regularmente ou cantado nas escolas e nos acampamentos das forças armadas, e em cerimónias realizadas no início e/ou no final de cada dia. Os singapurianos são especialmente incentivados a cantar o hino nacional em ocasiões de festa nacional ou de importância nacional, em cerimônias realizadas por instituições educativas e departamentos governamentais, e em eventos desportivos, em que participam equipas de Singapura.